# Артадама II
Артадама II — цар Мітанні (середина XIV століття до н. е.). Узурпатор трону. Мабуть, був чи братом Тушратти, чи взагалі належав до лінії царської династії, що змагалася за владу. Практично за Артадаму II правив його син Шуттарна III.
Артадама II оскаржував владу у правителя Міттані Тушратти, отримуючи підтримку з боку царя Ассирії Ашшур-убалліта II і Великого царя хетів Суппілуліуми I. Тушратта не отримував допомогу з об'єднаного Єгипту, що спонукало Суппілуліуму I зробити (зрештою невдалу) військову кампанію з метою повалення Тушратти. Кілька років по тому Артадамі вдалося за допомогою змовників повалити Тушратту і вбити його. Відтоді великий вплив на ситуацію в Міттані стали чинити ассирійці, які надали притулок Шаттівазі, законному спадкоємцю трону, і на його прохання зробили кампанію проти Артадами.
| Династія царів Мітанні | Династія царів Мітанні | Династія царів Мітанні | Попередник: Тушратта | цар Мітанні середина XIV століття до н. е. | Наступник: Шуттарна III | - |